# Wellington (circonscription électorale manitobaine)
Pour les articles homonymes, voir Wellington (homonymie).
Circonscription électorale provinciale du Canada
Wellington est une ancienne circonscription électorale provinciale du Manitoba (Canada). La circonscription fut représentée à l'Assemblée législative de 1958 à 1981 et de 1990 à 2011. Le nom de cette circonscription du nord-ouest de Winnipeg évoque Arthur Wellington (1769-1852), vainqueur de la bataille de Waterloo contre Napoléon Bonaparte.
La circonscription limitrophes étaient Point Douglas à l'est, Minto et St. James au sud, Inkster et Burrows au nord et Lakeside à l'ouest.

## Liste des députés

### 1958-1981
| Wellington                            | Wellington       | Wellington                | Wellington  | Wellington  | Wellington |
| Nom                                   | Nom              | Parti                     | Mandat      | Législature |            |
| ------------------------------------- | ---------------- | ------------------------- | ----------- | ----------- | ---------- |
|                                       | Richard Seaborn  | Progressiste-conservateur | 1958 - 1959 | 25e         |            |
|                                       | Richard Seaborn  | Progressiste-conservateur | 1959 - 1962 | 26e         |            |
|                                       | Richard Seaborn  | Progressiste-conservateur | 1962 - 1966 | 27e         |            |
|                                       | Philip Petursson | Néo-démocrate             | 1966 - 1969 | 28e         |            |
|                                       | Philip Petursson | Néo-démocrate             | 1969 - 1973 | 29e         |            |
|                                       | Philip Petursson | Néo-démocrate             | 1973 - 1977 | 30e         |            |
|                                       | Brian Corrin     | Néo-démocrate             | 1977 - 1979 | 31e         |            |
| Circonscription dissoute parmi Ellice |                  |                           |             |             |            |

### 1990-2011
| Wellington                                                             | Wellington                      | Wellington                      | Wellington                      | Wellington                      | Wellington                      |
| Nom                                                                    | Nom                             | Parti                           | Mandat                          | Législature                     |                                 |
| Circonscription issue de Ellice                                        | Circonscription issue de Ellice | Circonscription issue de Ellice | Circonscription issue de Ellice | Circonscription issue de Ellice | Circonscription issue de Ellice |
| ---------------------------------------------------------------------- | ------------------------------- | ------------------------------- | ------------------------------- | ------------------------------- | ------------------------------- |
|                                                                        | Becky Barrett                   | Néo-démocrate                   | 1990 - 1995                     | 35e                             |                                 |
|                                                                        | Becky Barrett                   | Néo-démocrate                   | 1995 - 1999                     | 36e                             |                                 |
|                                                                        | Conrad Santos                   | Néo-démocrate                   | 1999 - 2003                     | 37e                             |                                 |
|                                                                        | Conrad Santos                   | Néo-démocrate                   | 2003 - 2007                     | 38e                             |                                 |
|                                                                        | Flor Marcelino                  | Néo-démocrate                   | 2007 - 2011                     | 39e                             |                                 |
| Circonscription dissoute parmi St. James, Minto, Logan et Tyndall Park |                                 |                                 |                                 |                                 |                                 |